# Кокс, Дэвид (художник)
Дэвид Кокс (англ. David Cox; 29 апреля 1783, Бирмингем, — 7 июня 1859, Харборн близ Бирмингема) — английский живописец и график. Являлся одним из важнейших членов Бирмингемской школы пейзажистов и одним из первых предшественников импрессионизма.
Он считается одним из величайших английских пейзажистов и одной из главных фигур Золотого века английской акварели.
Хотя он наиболее известен своими работами акварелью, к концу своей карьеры он также написал более 300 работ маслом, которые в настоящее время считаются "одним из величайших, но наименее признанных достижений британского художника".
Его сын, известный как Дэвид Кокс Младший (1809-1885), также был успешным художником.

## Жизнь и творчество
Дэвид Кокс родился в семье кузнеца. Мать Кокса была дочерью фермера и мельника. Первоначально Кокс поступил в академию Джозефа Барбера, где его сокурсниками были художник Чарльз Барбер и гравер Уильям Рэдклиф. В возрасте около 15 лет Кокс был учеником художника Альберта Филдера. В 1803 году он приезжает в Лондон и работает там художником в театре Филипа Эстли. Параллельно Кокс изучает под руководством Джона Варли акварельную живопись. Спустя два года он поступает студентом в Королевскую академию художеств и публикует несколько своих сочинений об акварельной и пейзажной живописи. Позднее становится членом Королевского общества художников-акварелистов. Кокс женился на Мэри Агг, и пара переехала в Далвич в 1808 году. В 1826 году Кокс совершает учебное путешествие по Голландии, Бельгии и Франции. Дэвид Кокс принадлежит к числу наиболее значительных английских пейзажистов и является одним из предшественников импрессионистов. Его сын Дэвид Кокс (Младший) также был художником.

## Галерея

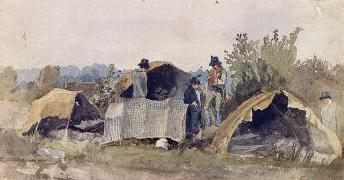
Цыганский табор (1808)
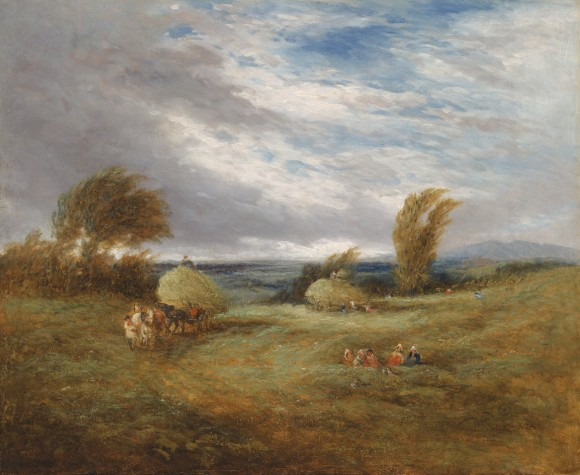
На скошенном поле
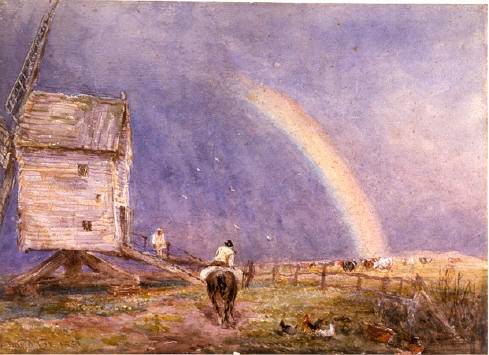
Мельница
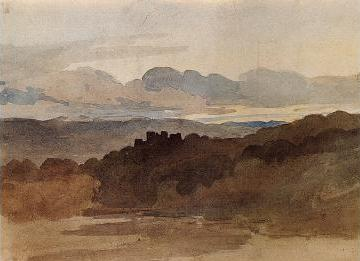
Гудрич Кастл
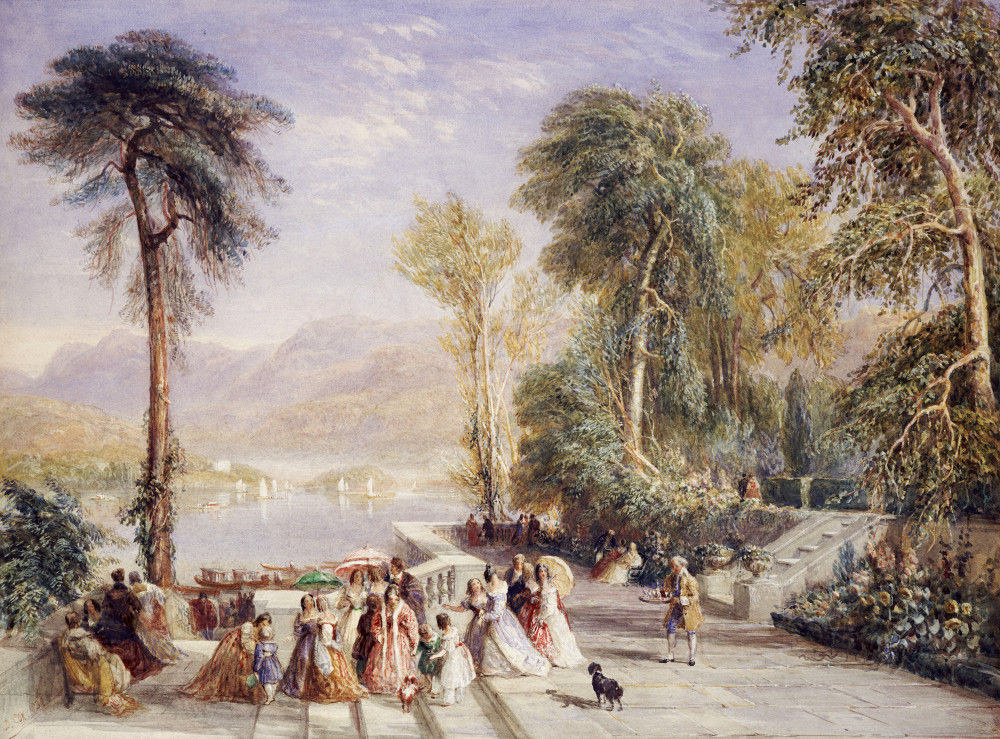
Игры во время регаты
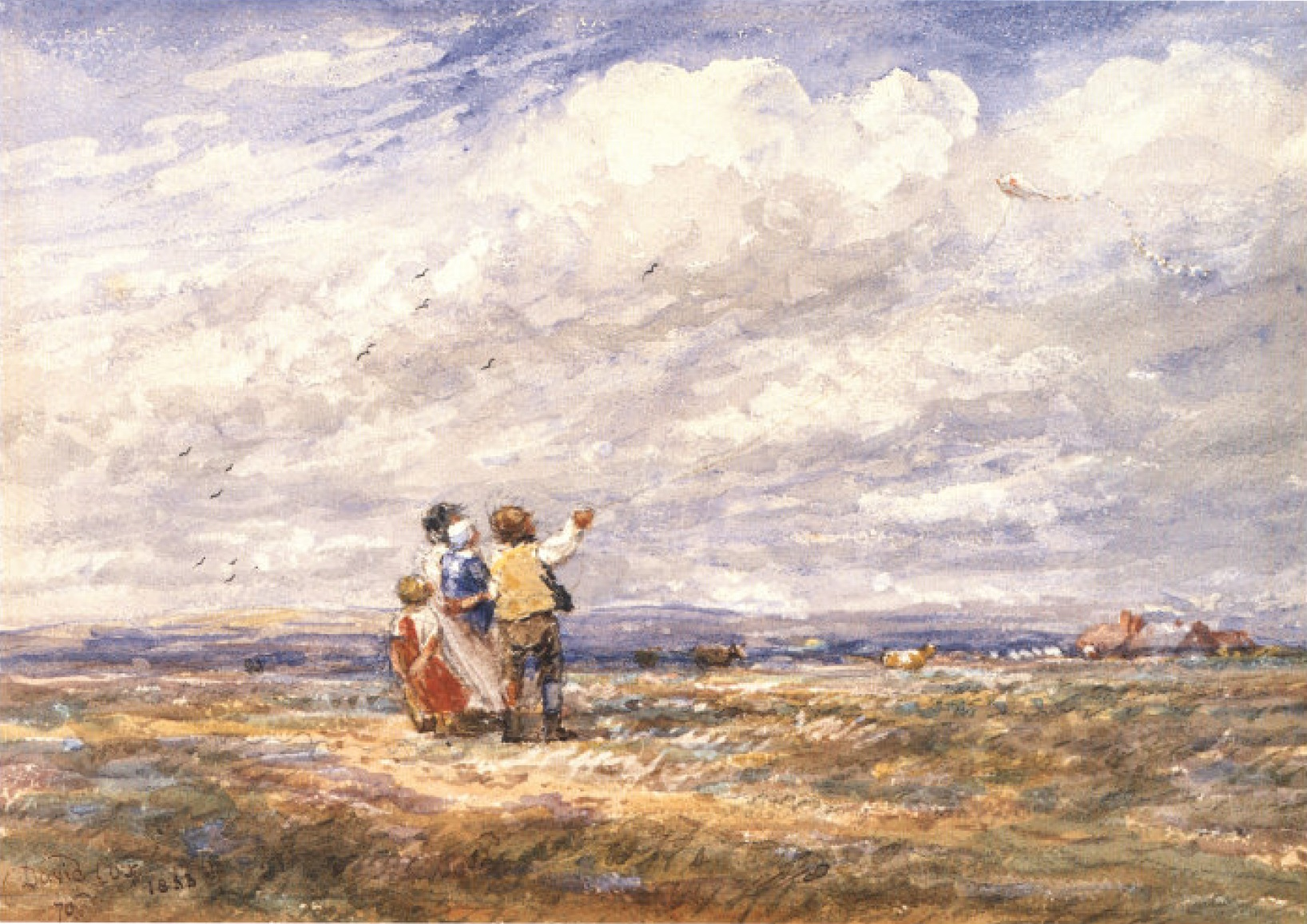
Полёт змея
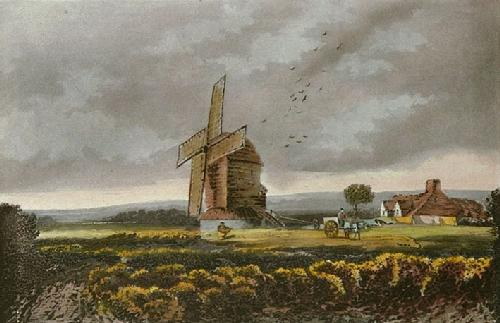
Ветреный день
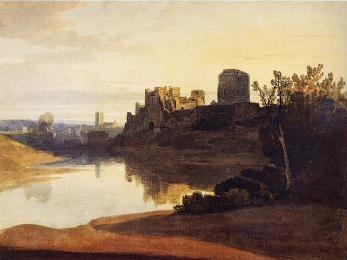
Пембрук Кастл (1810)
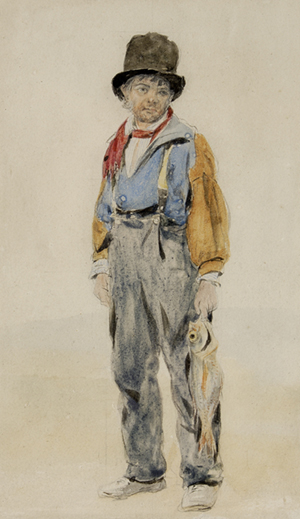
Портрет юного рыбака
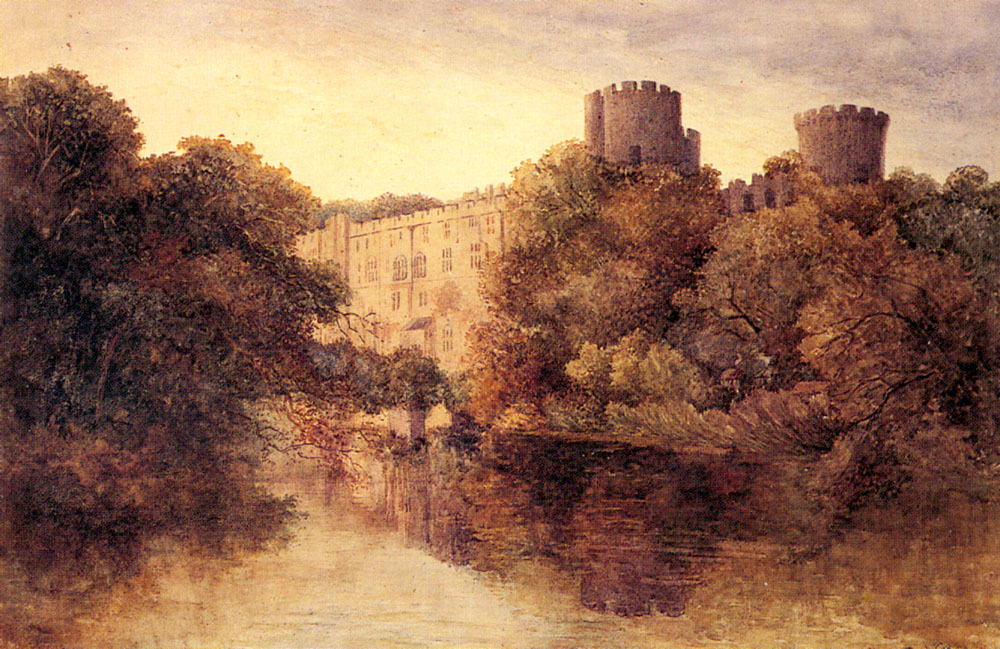
Осенний пейзаж с замком
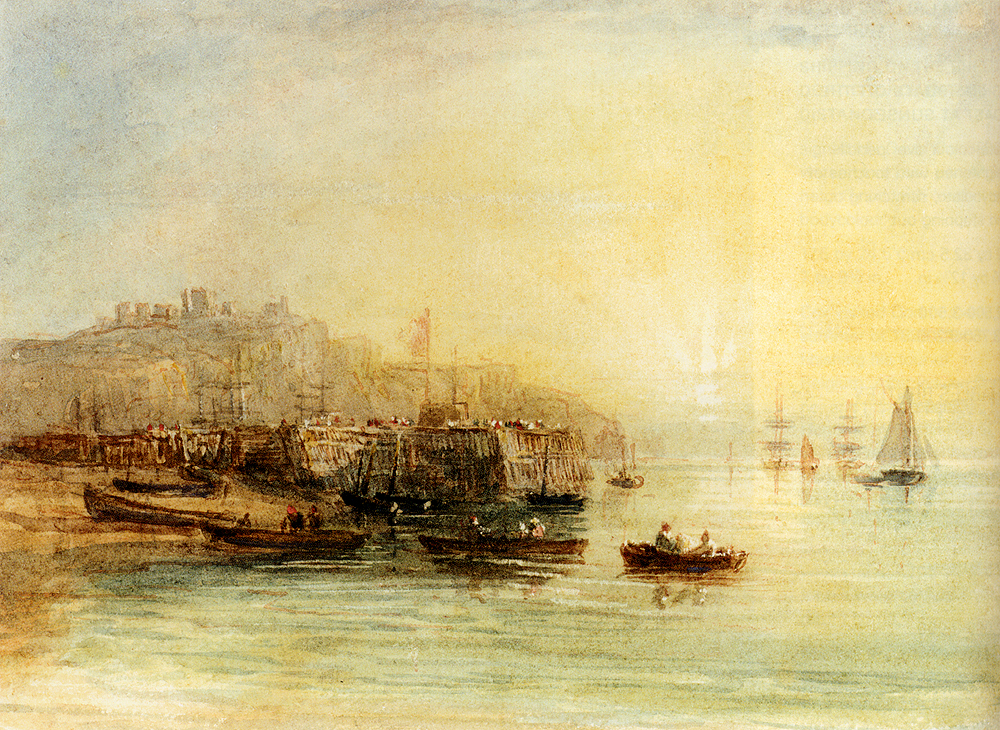
Рыбацкие лодки у Дувра
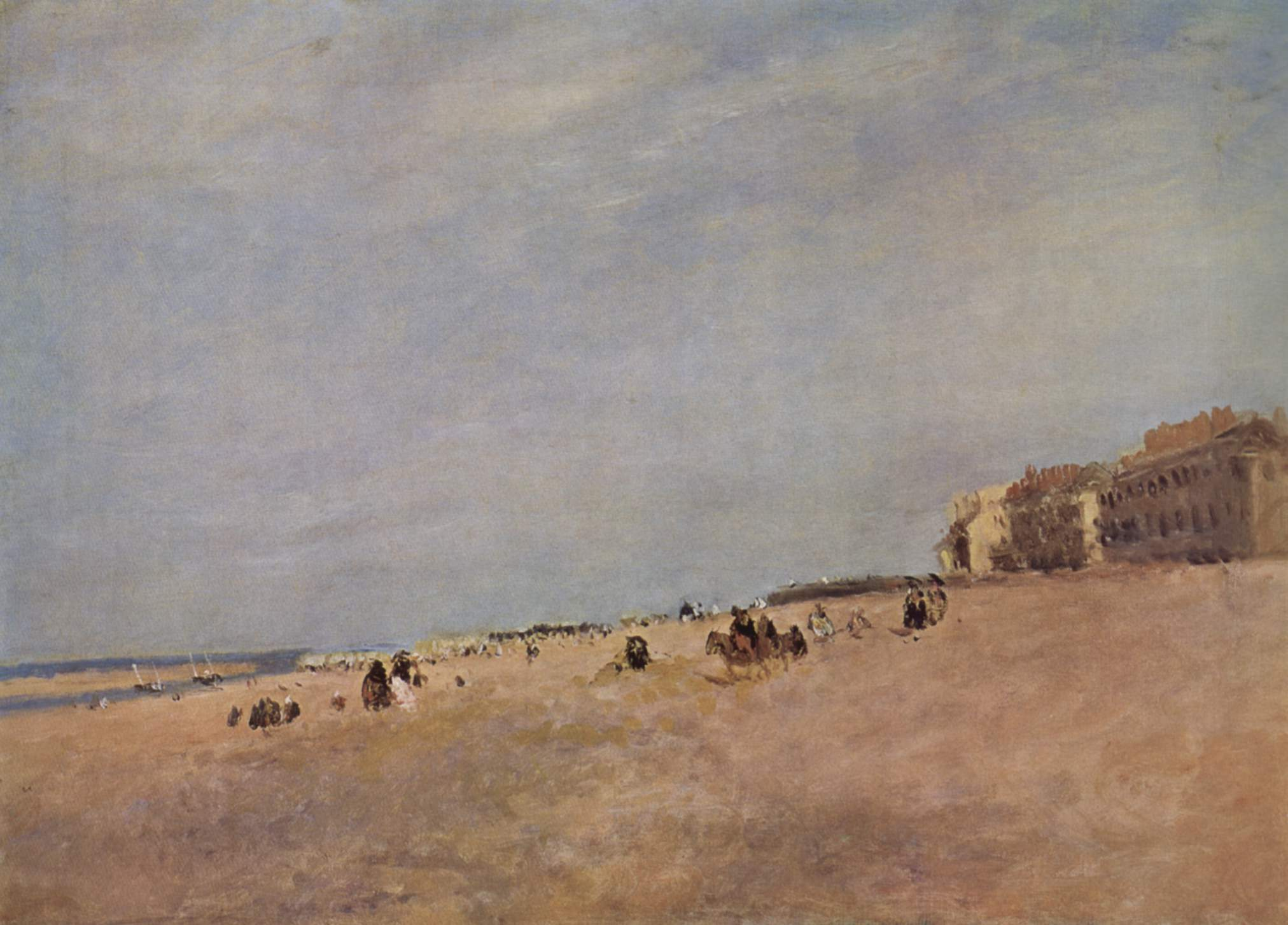
Морское побережье у Рила